# 3-я Рощинская улица
Тре́тья Ро́щинская у́лица — улица, расположенная в Южном административном округе города Москвы на территории Даниловского района.

## История
Улица получила своё название 10 октября 1929 года по существовавшей здесь в XVIII—XIX веках Орловой роще, которая принадлежала графам Орловым.

## Расположение
3-я Рощинская улица проходит на запад от Малой Тульской улицы до 4-го Рощинского проезда, с севера к ней примыкают 6-й и 5-й Рощинские проезды. Нумерация домов начинается от Малой Тульской улицы.

## Примечательные здания и сооружения
По нечётной стороне:
- д. 3 — Управление Федерального казначейства по г. Москве.
- Между 3-м и 5-м домами в 1968 году установлена розового гранита стела с надписью: СВЕТЛАЯ ПАМЯТЬ ГЕРОЯМ ОТДАВШИМ ЖИЗНЬ ЗА СВОБОДУ И НЕЗАВИСИМОСТЬ НАШЕЙ РОДИНЫ.

По чётной стороне:

## Транспорт

### Наземный транспорт
По 3-й Рощинской улице не проходят маршруты наземного общественного транспорта. У восточного конца улицы, на Малой Тульской улице, расположена остановка «3-я Рощинская улица» автобусов 121, м90, с932; у западного, на 4-й Рощинской улице, — остановка «3-я Рощинская улица» трамваев 26, 38.

### Метро
- Станция метро «Тульская» Серпуховско-Тимирязевской линии — восточнее улицы, между Большой Тульской улицей и Большим Староданиловским, Холодильным и 1-м Тульским переулками

### Железнодорожный транспорт
- Платформа Тульская Павелецкого направления МЖД  — юго-восточнее улицы, вблизи развязки Третьего транспортного кольца и Варшавского шоссе